# Бенковский, Георгий
Георгий Бенковский (болг. Георги Бенковски, настоящее имя Гаврил Груев Хлытев, болг. Гаврил Груев Хлътев; 21 сентября 1843, Копривштица, Османская империя — 24 мая 1876, Болгария, Османская империя) — болгарский революционер. Сторонник общественного равенства, пропагандист американского и французского опыта построения государства.

## Биография
Родился в городе Копривштица 21 сентября 1843 года в семье портного и торговца Грую Хлытева. Его отец умер в 1848 году, кода Гавриле было пять лет. У Гаврилы было две сестры: Куна и Василя. После окончания трёх классов основной школы в Копривштице, учился ремеслу портного, затем занялся торговлей и уехал в Малую Азию. К 23 годам был сравнительно известным торговцем в Османской империи, владел не только болгарским и турецким языками, но и греческим, итальянским, польским, румынским и персидским.
Под псевдонимом Георгий Бенковский в 1875 году он принимал активное участие в революционной деятельности болгарской эмиграции, обосновавшейся в Бухаресте, в том числе и по организации неудачного восстания в 1875 году в городе Старой Загоре, поджога и попытки убийства султана Абдул-Азиза в Константинополе; в 1876 году в IV революционном округе наряду с Захарием Стояновым и другими руководил Апрельским восстанием, жестокое подавление которого турками было одной из причин начала Русско-турецкой войны 1877—1878 годов.
Георги Бенковски погиб 12 (24) мая 1876 года у реки Костина в 3 км села Рибарица.

## Галерея

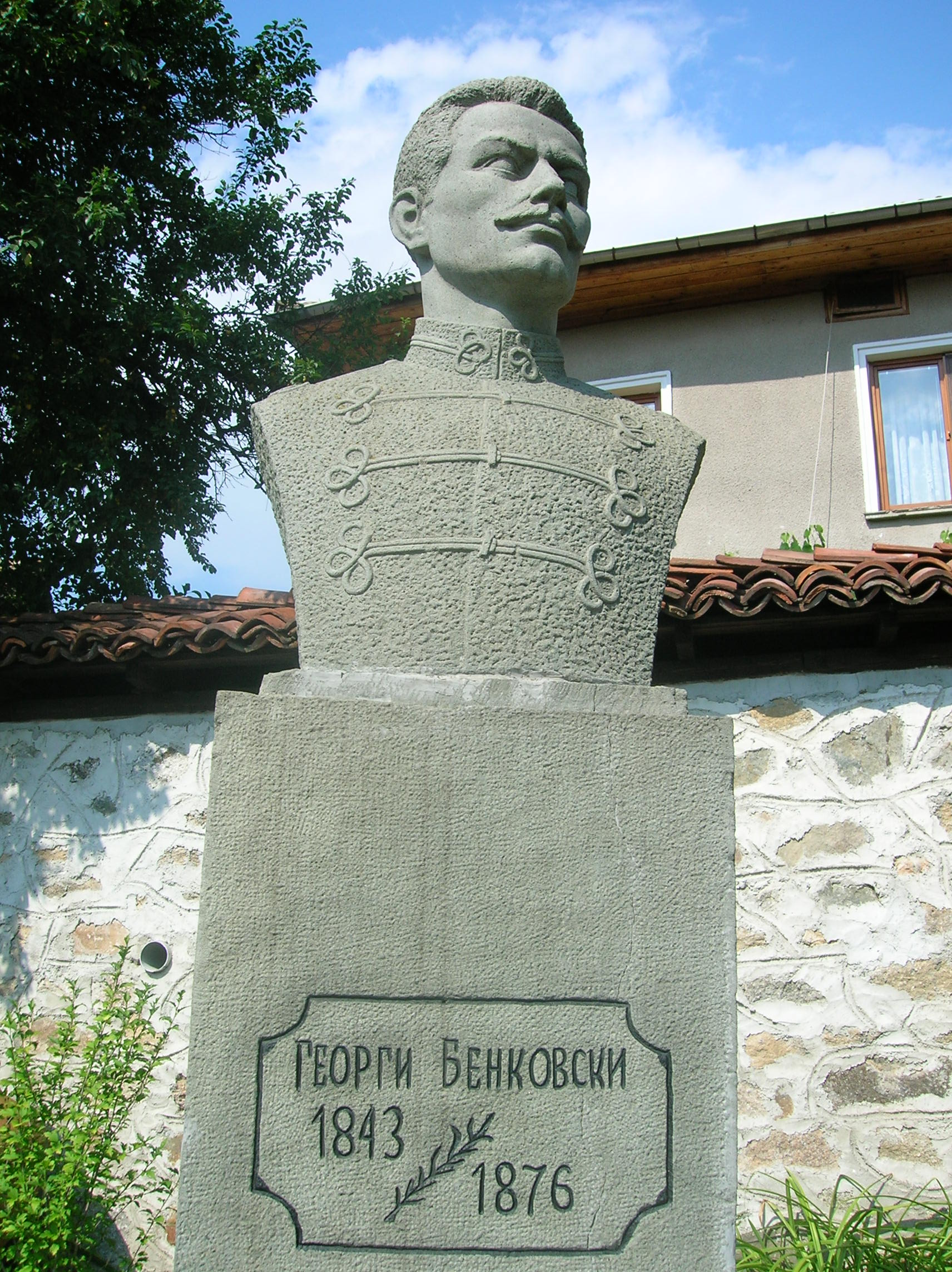
Бюст в Копривштице
Монумент в Копривштице
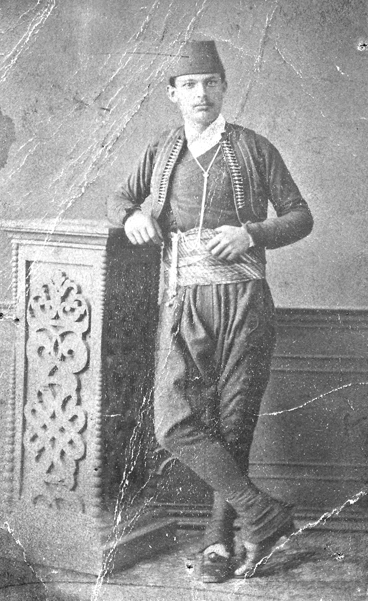
В 1875 году